# تنگ تیکاب
تنگ تیکاب تفرجگاهی تاریخی و طبیعی‏ در دامنه کوه شمالی کازرون است که امروزه با نام پارک طالقانی نیز شناخته می‌شود. غارهای موجود در این تنگه از نخستین سکونتگاه‌های بشر اولیه در حدود ۱۸ هزار سال پیش از میلاد بوده است و در فهرست آثار ملی ایران به ثبت رسیده است.

## موقعیت جغرافیایی
کوه تنگ تیکاب در جنوبی‌ترین قسمت رشته‌کوه زاگرس و در شمالی‌ترین نقطه شهر کازرون واقع شده است. مسیر ورودی این تفرجگاه از طریق بلوار آبشار قابل دسترسی است.

## تاریخچه
غارهای موجود در کوه تنگ تیکاب از نخستین سکونتگاه‌های بشر اولیه در حدود ۱۸ هزار سال پیش از میلاد بوده است. این غارها در سال ۱۳۸۲ با شماره ۹۸۲۷ در فهرست آثار ملی ایران به ثبت رسید. ‏

## وضعیت امروزی
طی سه دهه گذشته شهرداری کازرون این تفرجگاه را به پارکی کوهستانی تحت عنوان پارک طالقانی تبدیل کرده است. وجود آبشارها و غارهای طبیعی، مجسمه حیوانات بومی ذخیره‌گاه زیست‌کره ارژن و پریشان، مسیر پیاده‌روی سلامت، پیست دوچرخه‌سواری و جاذبه‌های دیگر، این تفرجگاه را به یکی از نقاط توریستی شهر کازرون و منطقه جنوب کشور تبدیل کرده است.

## نگارخانه

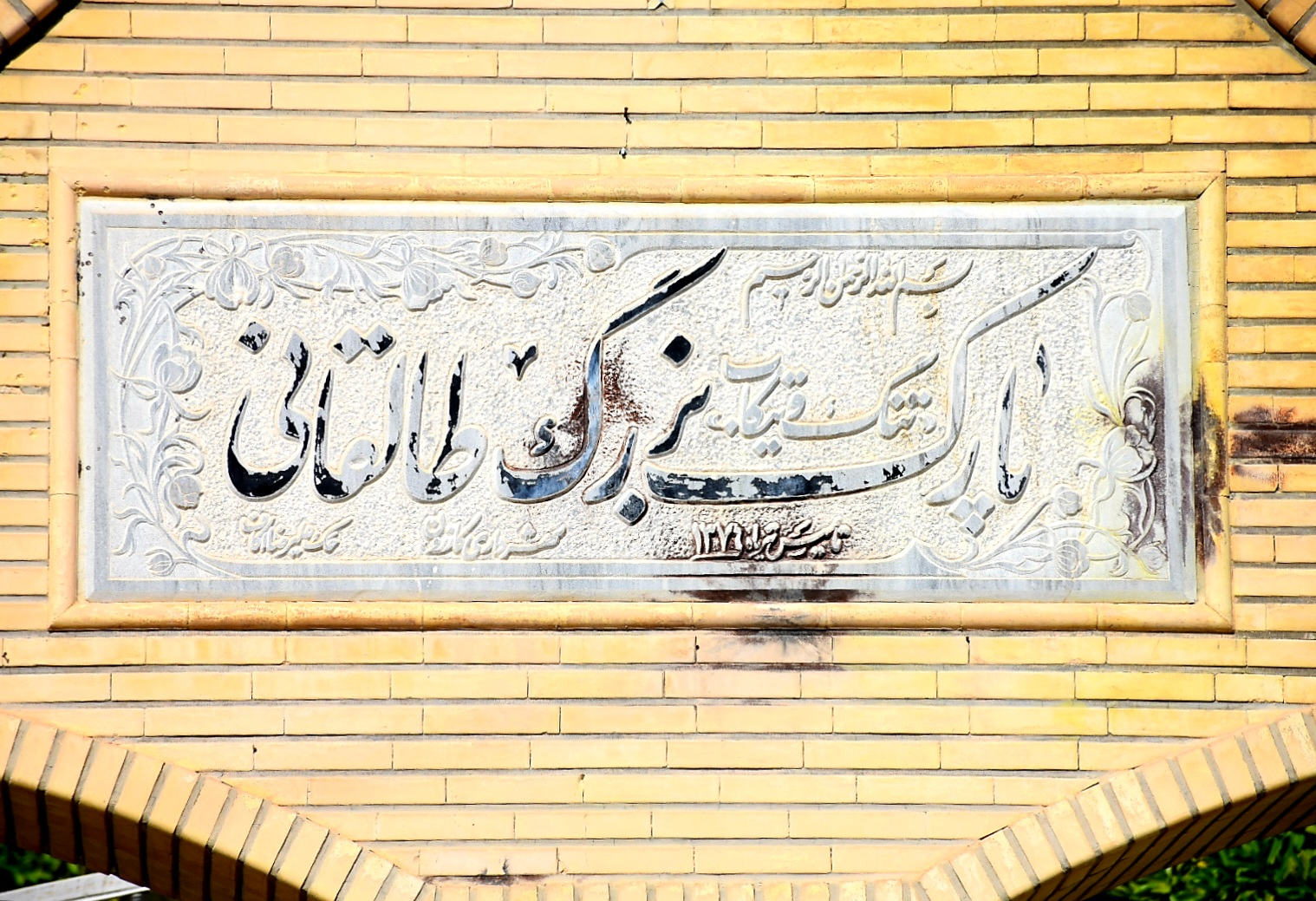
سردر ورودی پارک طالقانی (تنگ تیکاب)
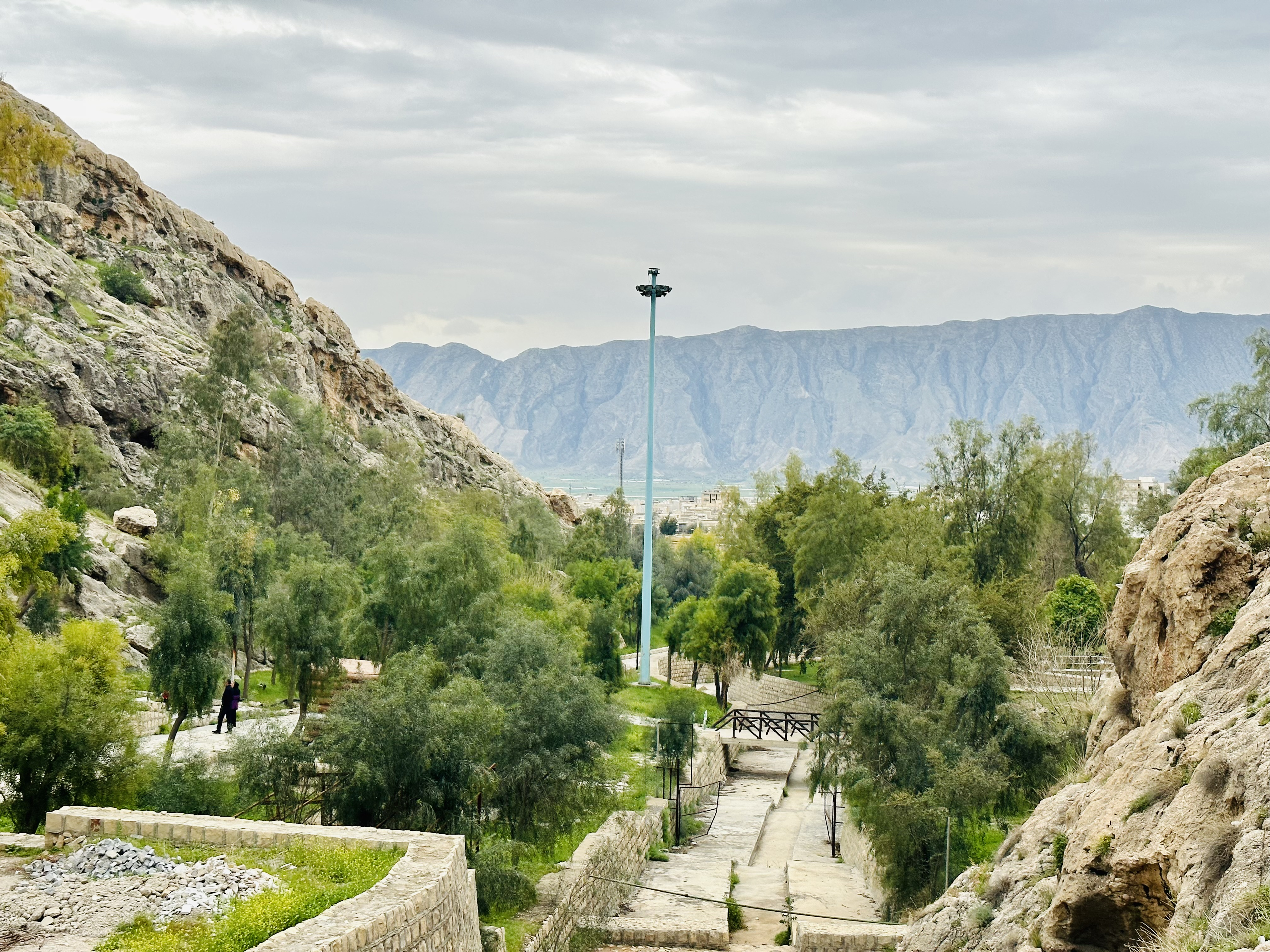
نمایی از تنگ تیکاب
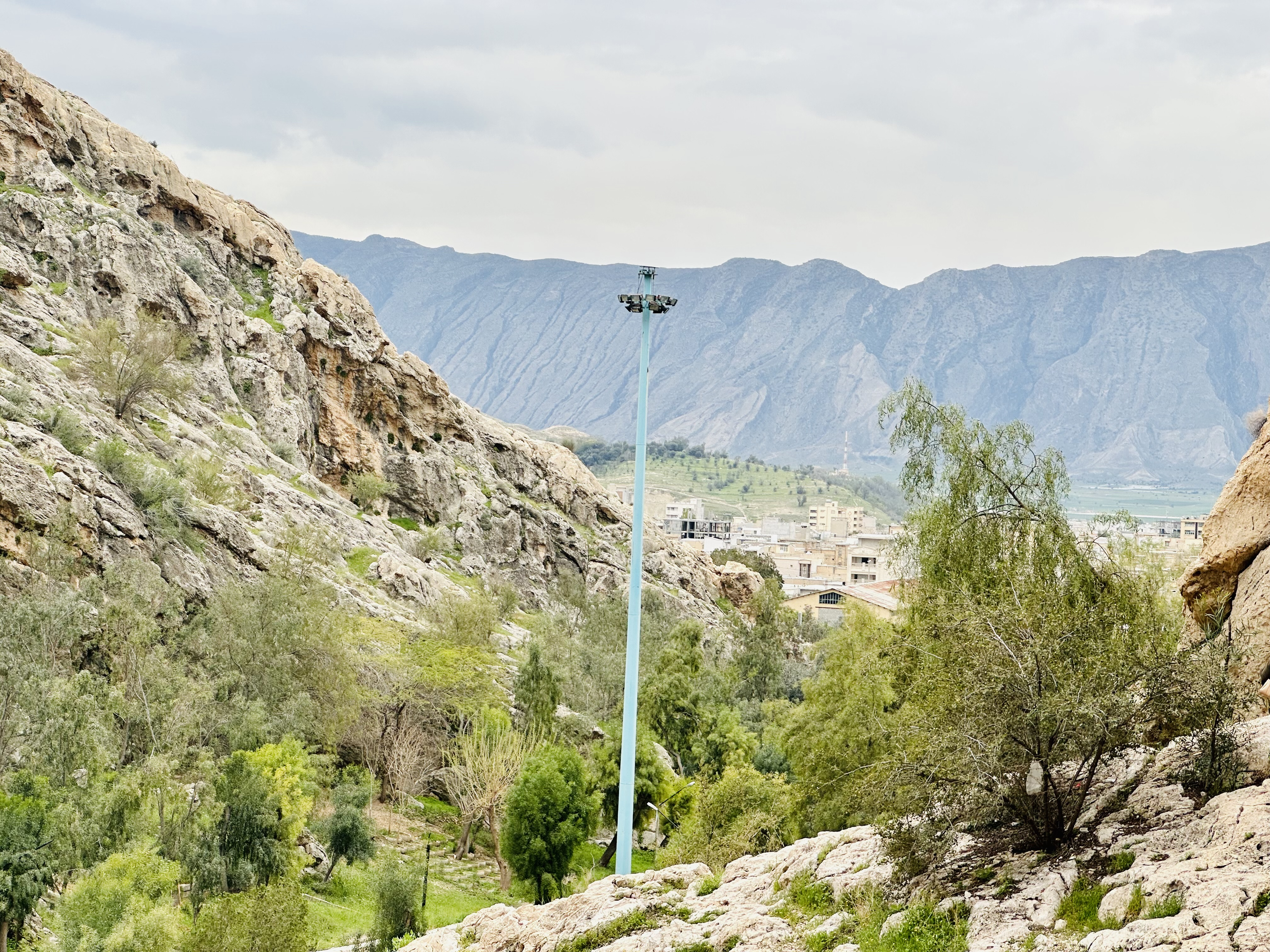
نمایی از تنگ تیکاب
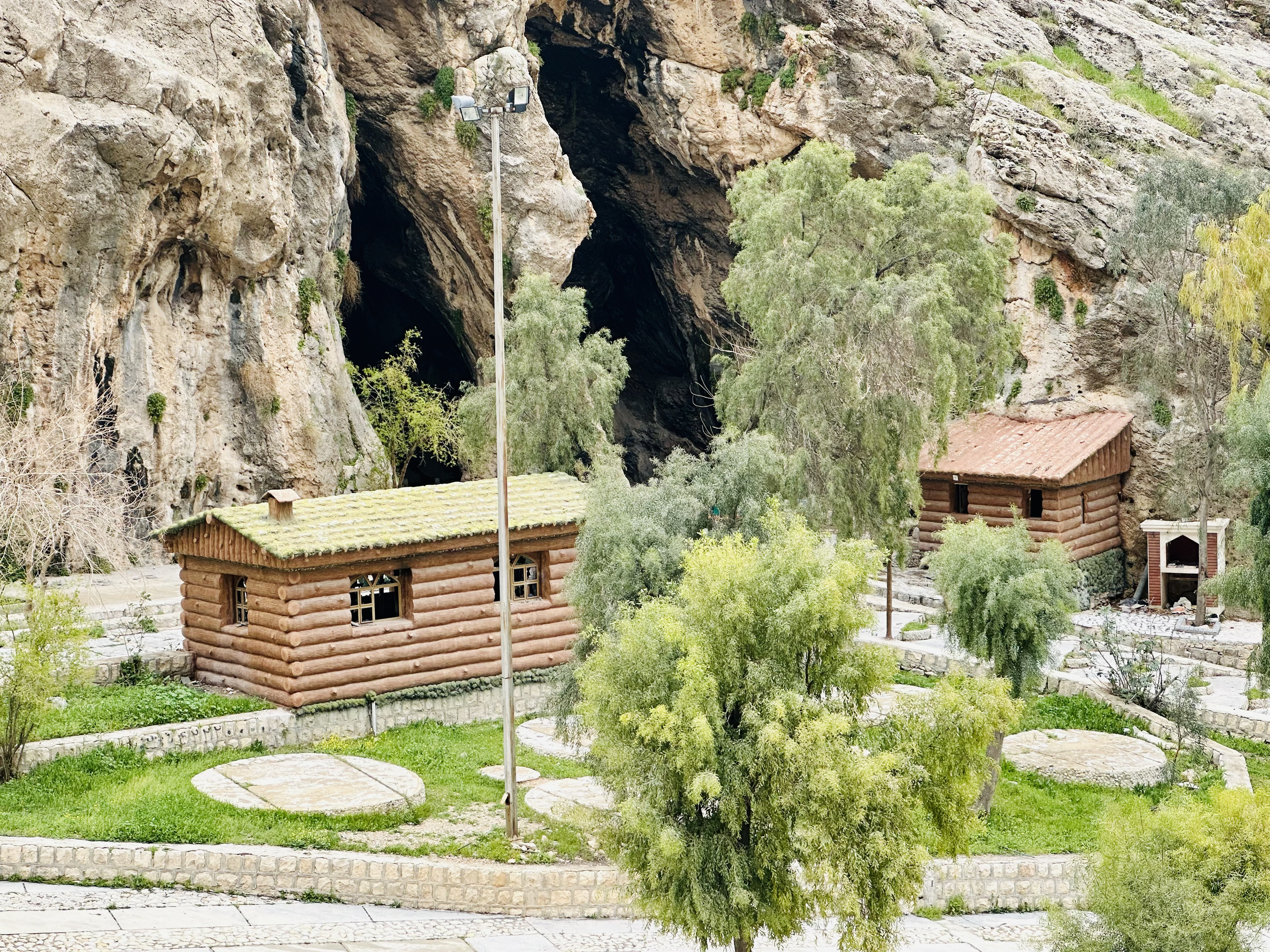
نمایی از تنگ تیکاب
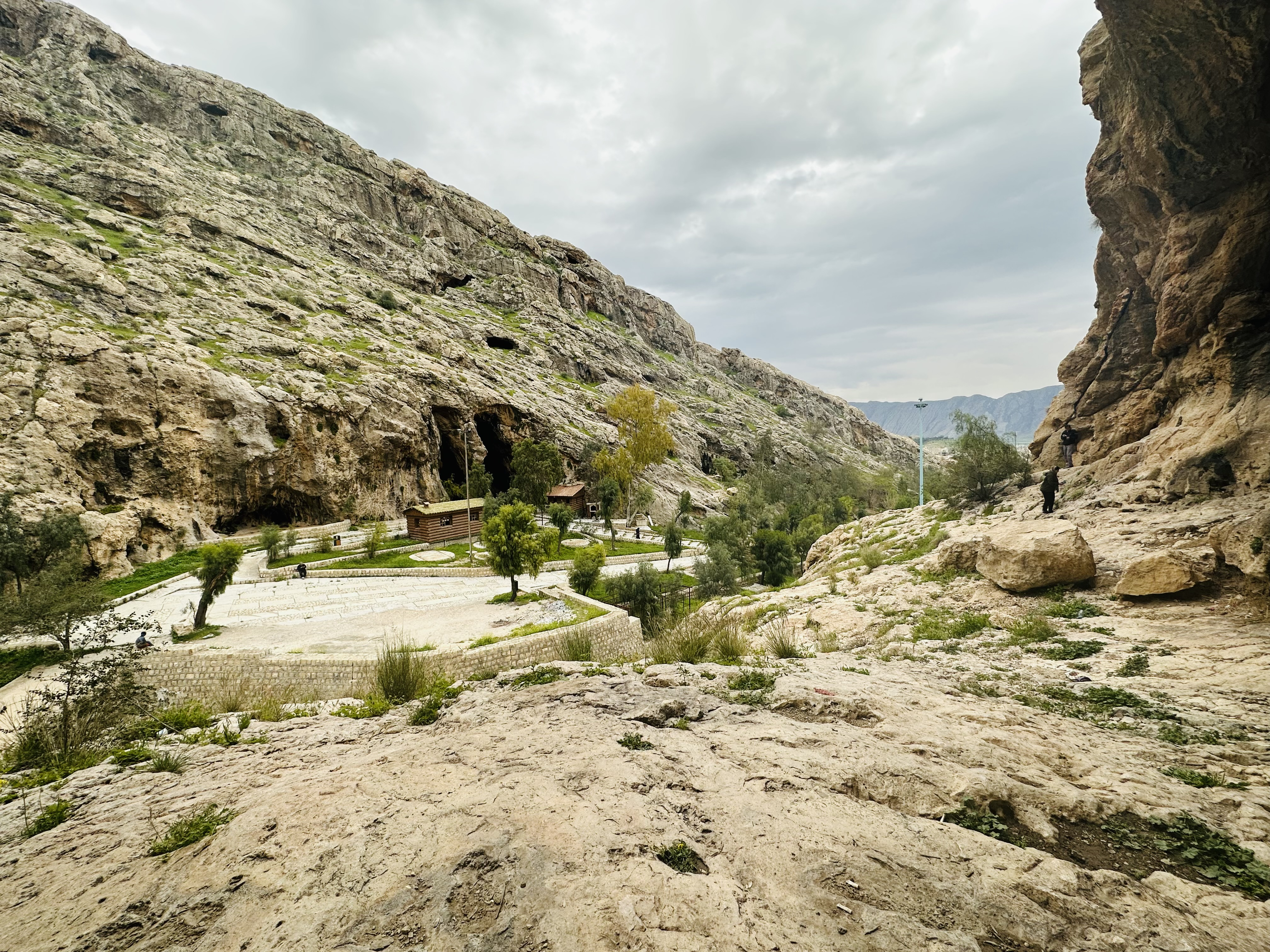
نمایی از تنگ تیکاب
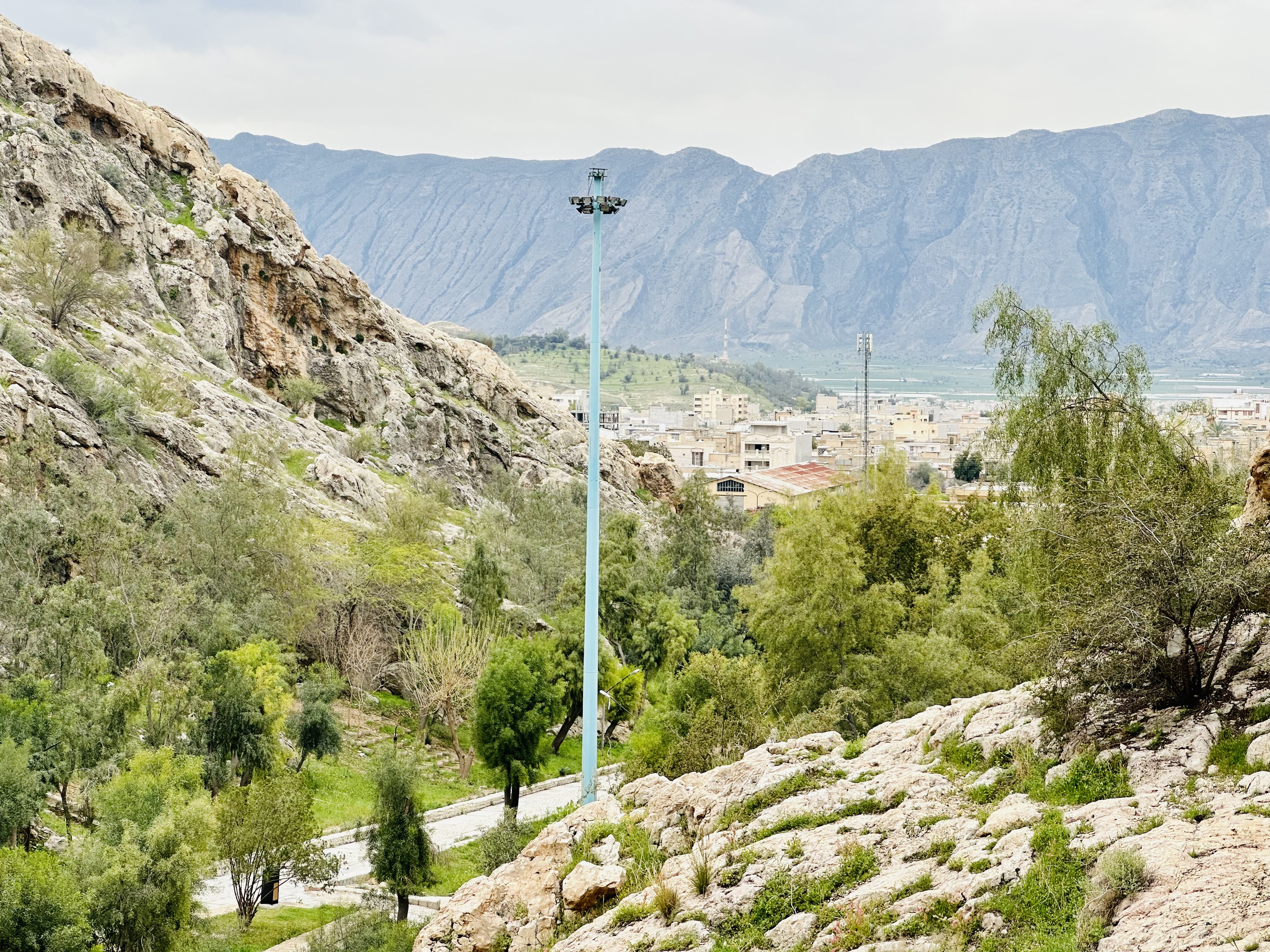
نمایی از تنگ تیکاب
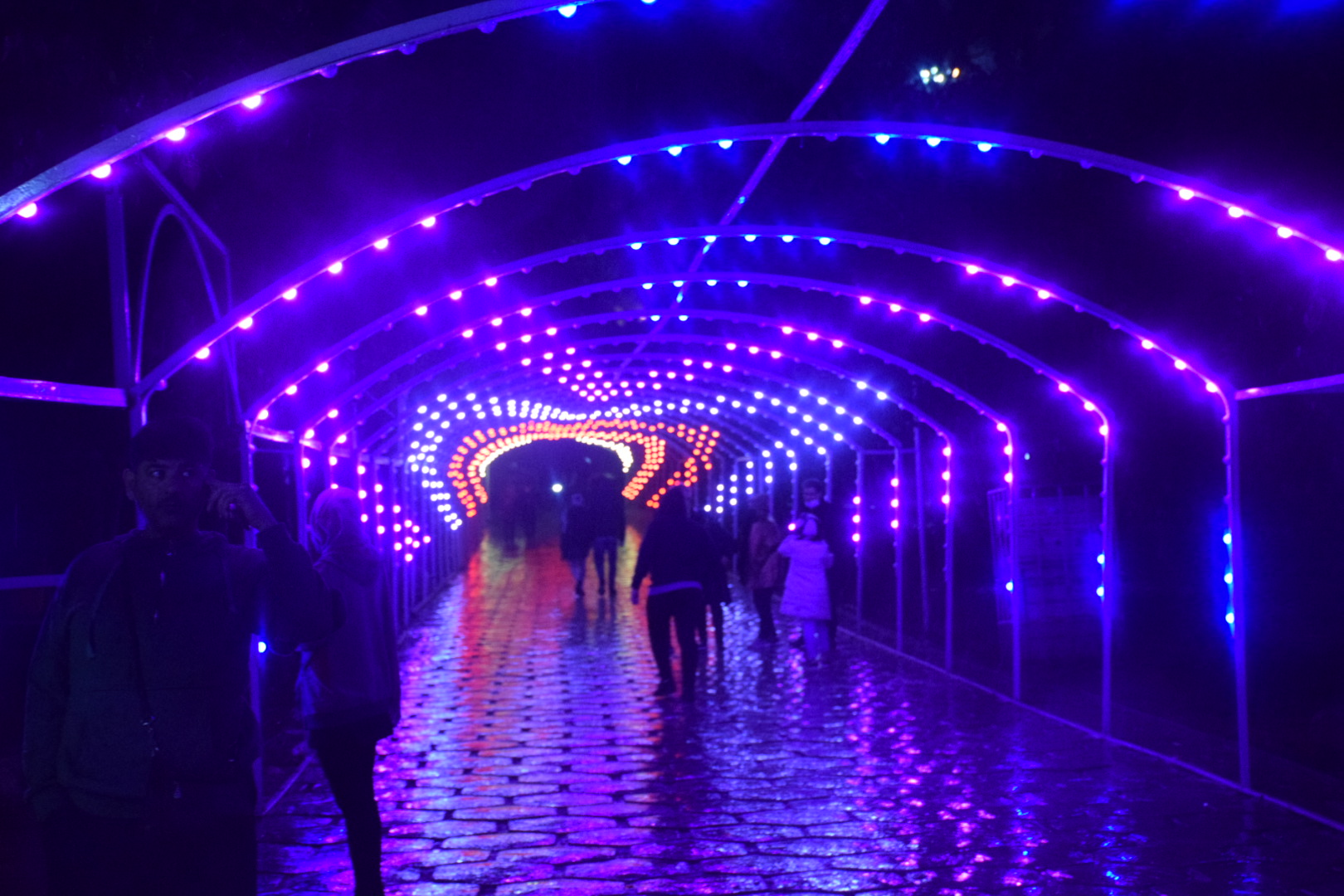
ورودی تنگ تیکاب
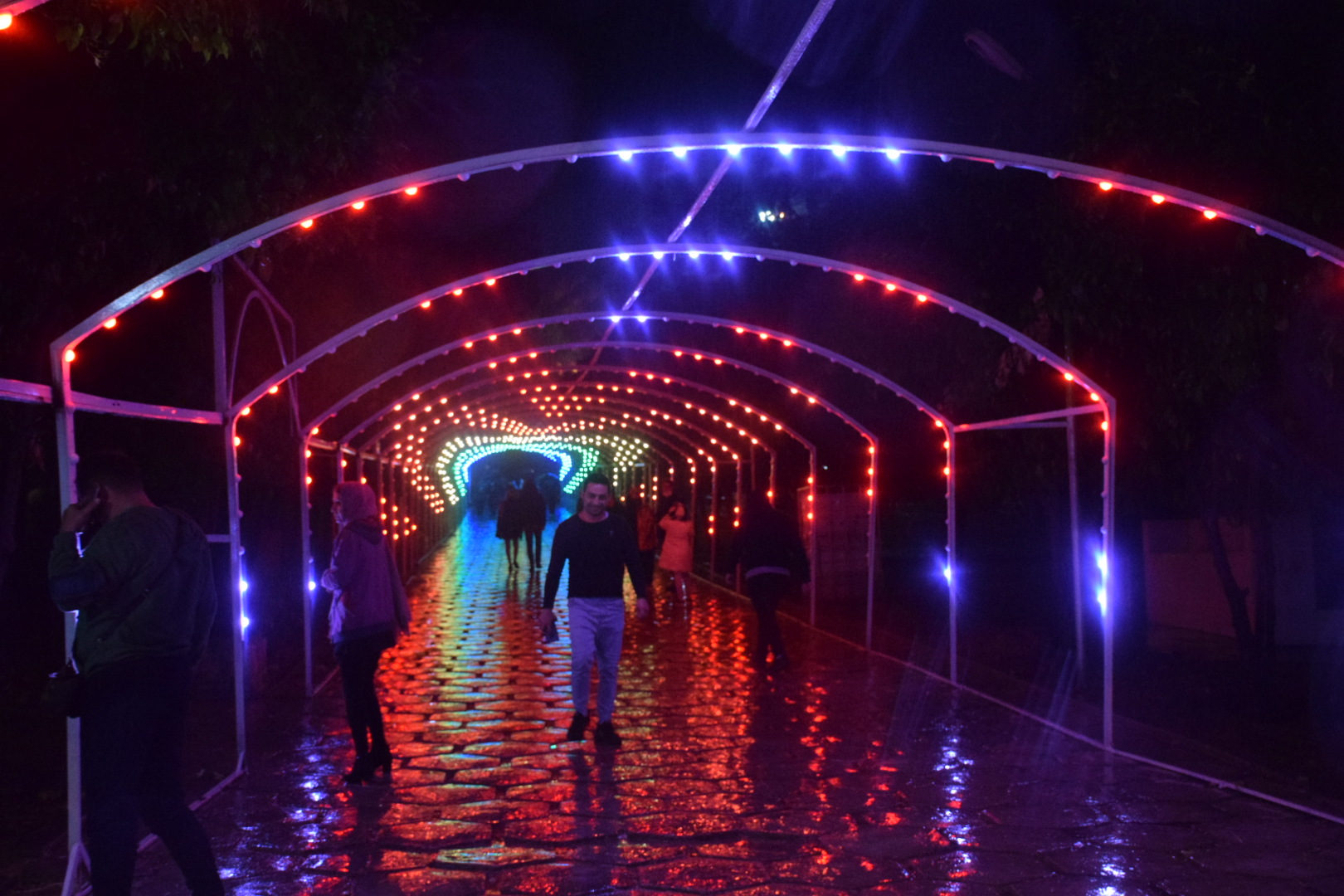
ورودی تنگ تیکاب
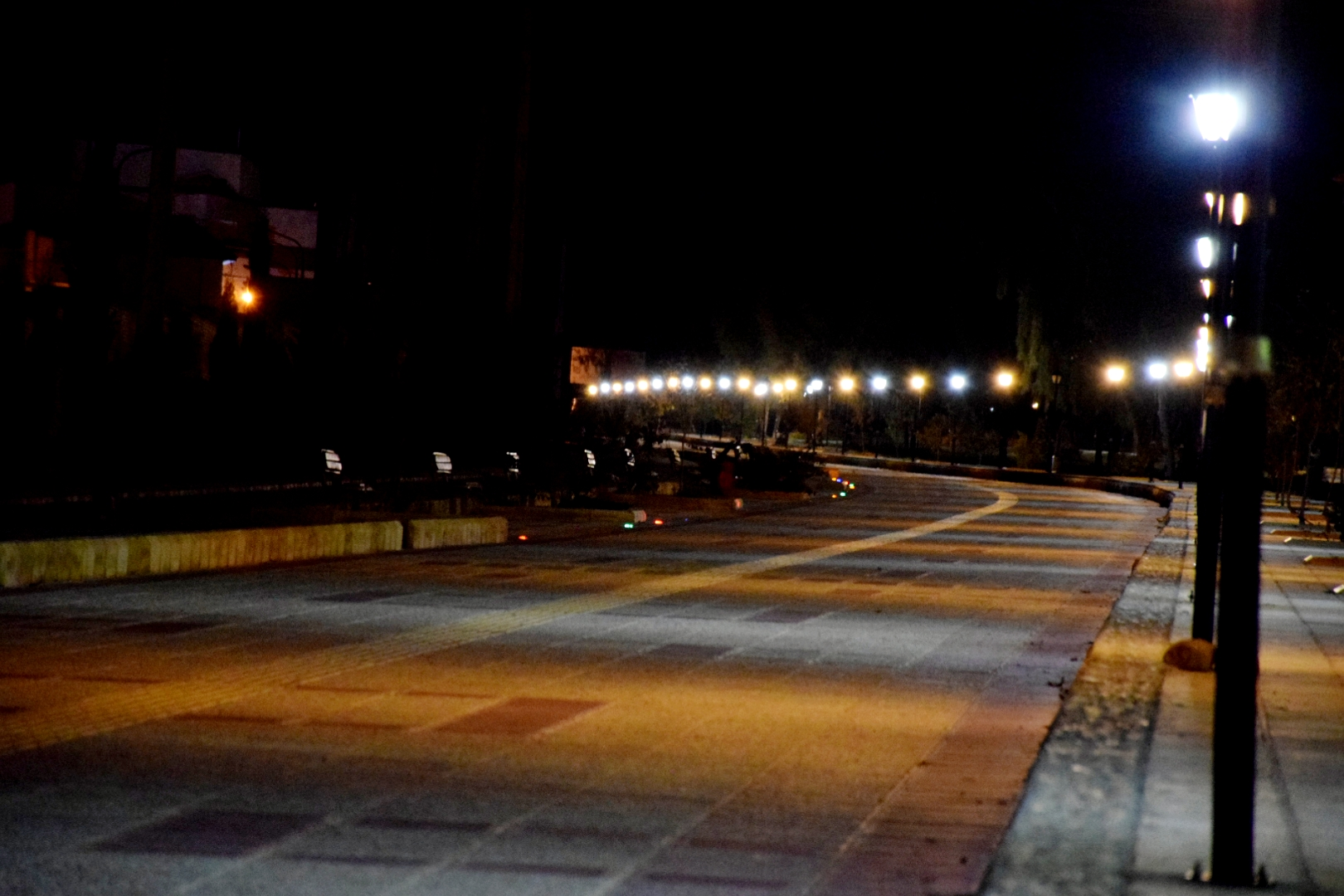
مسیر پیاده‌روی سلامت
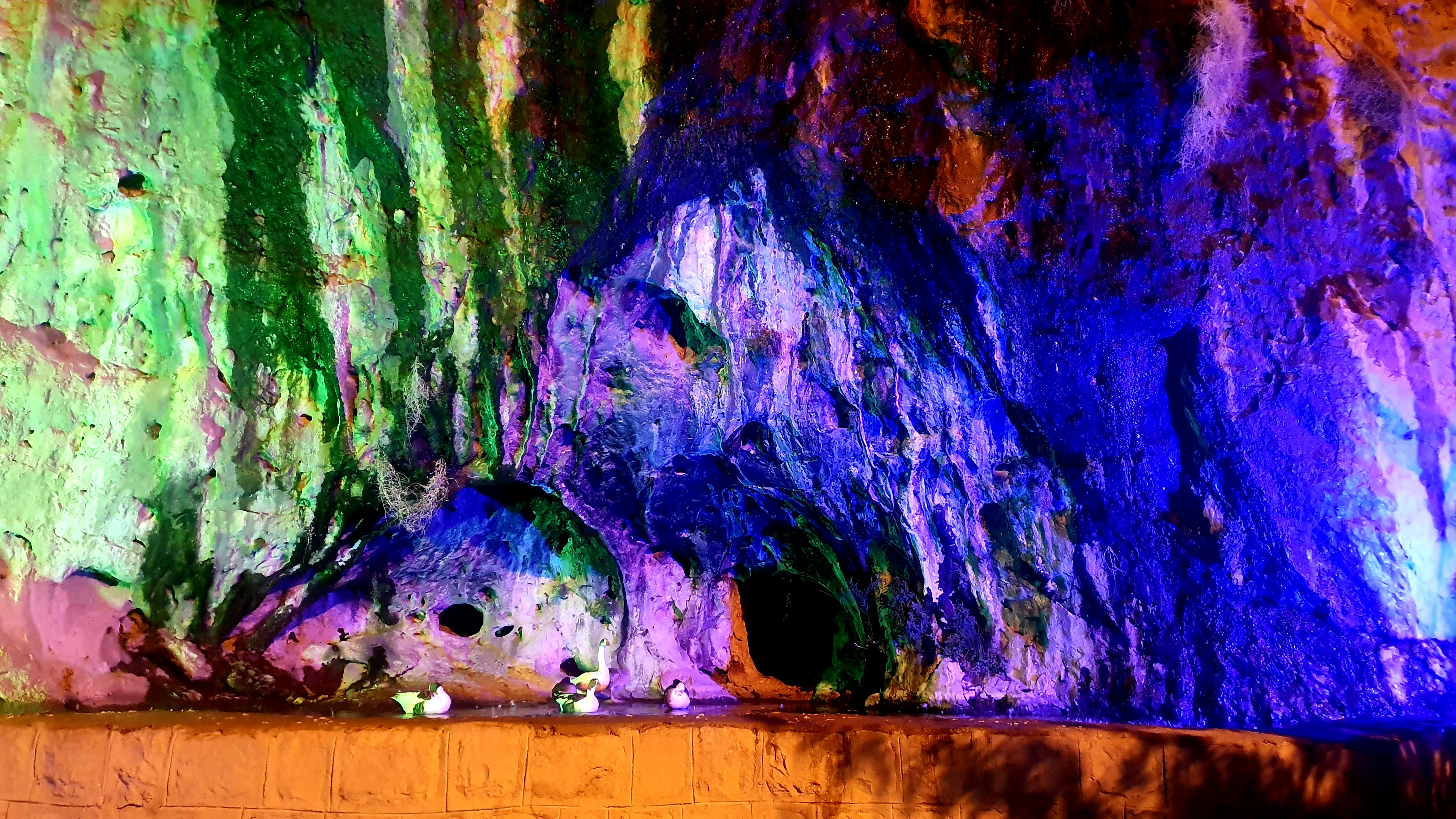
یک غار در تنگ تیکاب
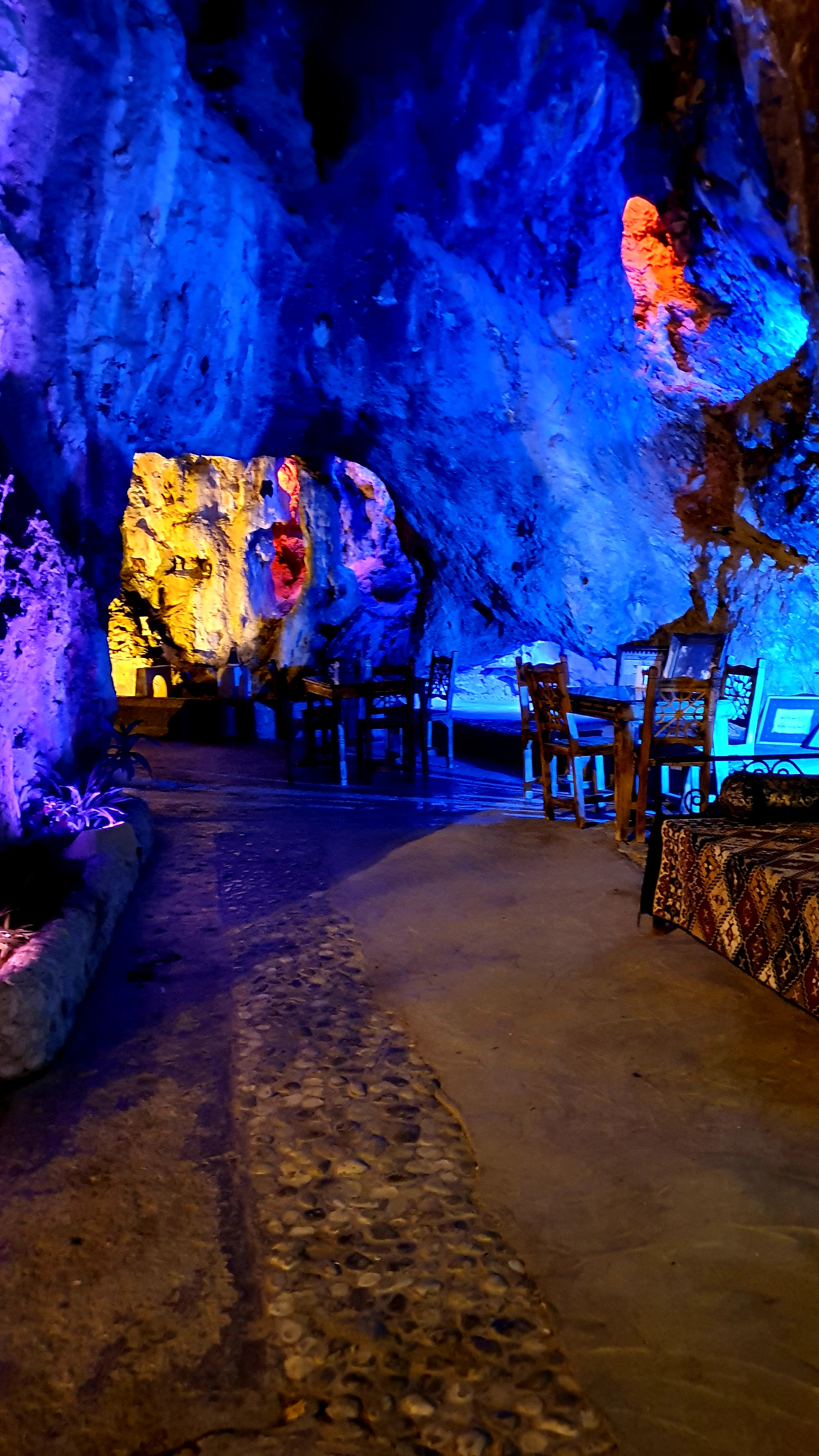
یک غار در تنگ تیکاب
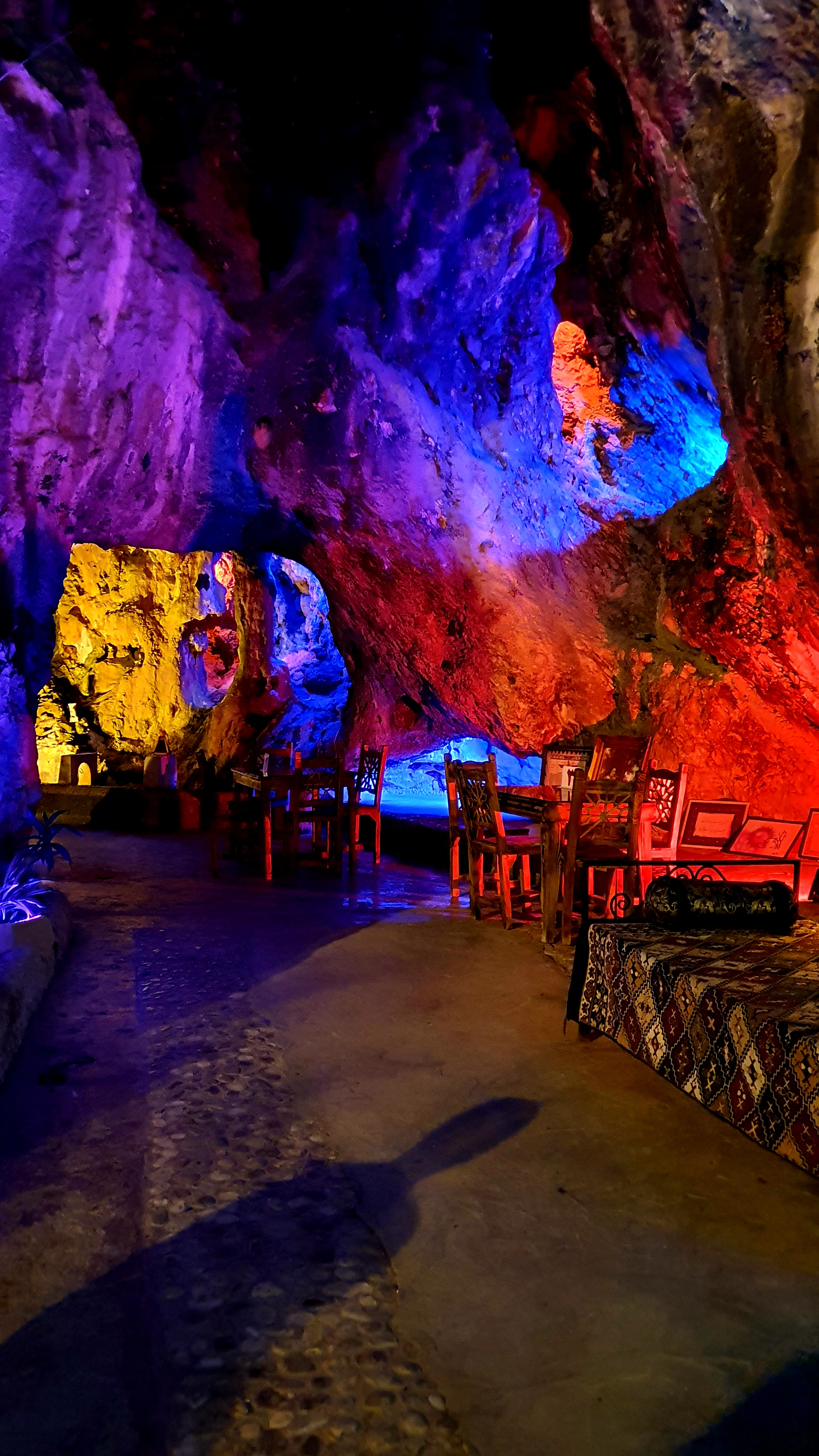
یک غار در تنگ تیکاب
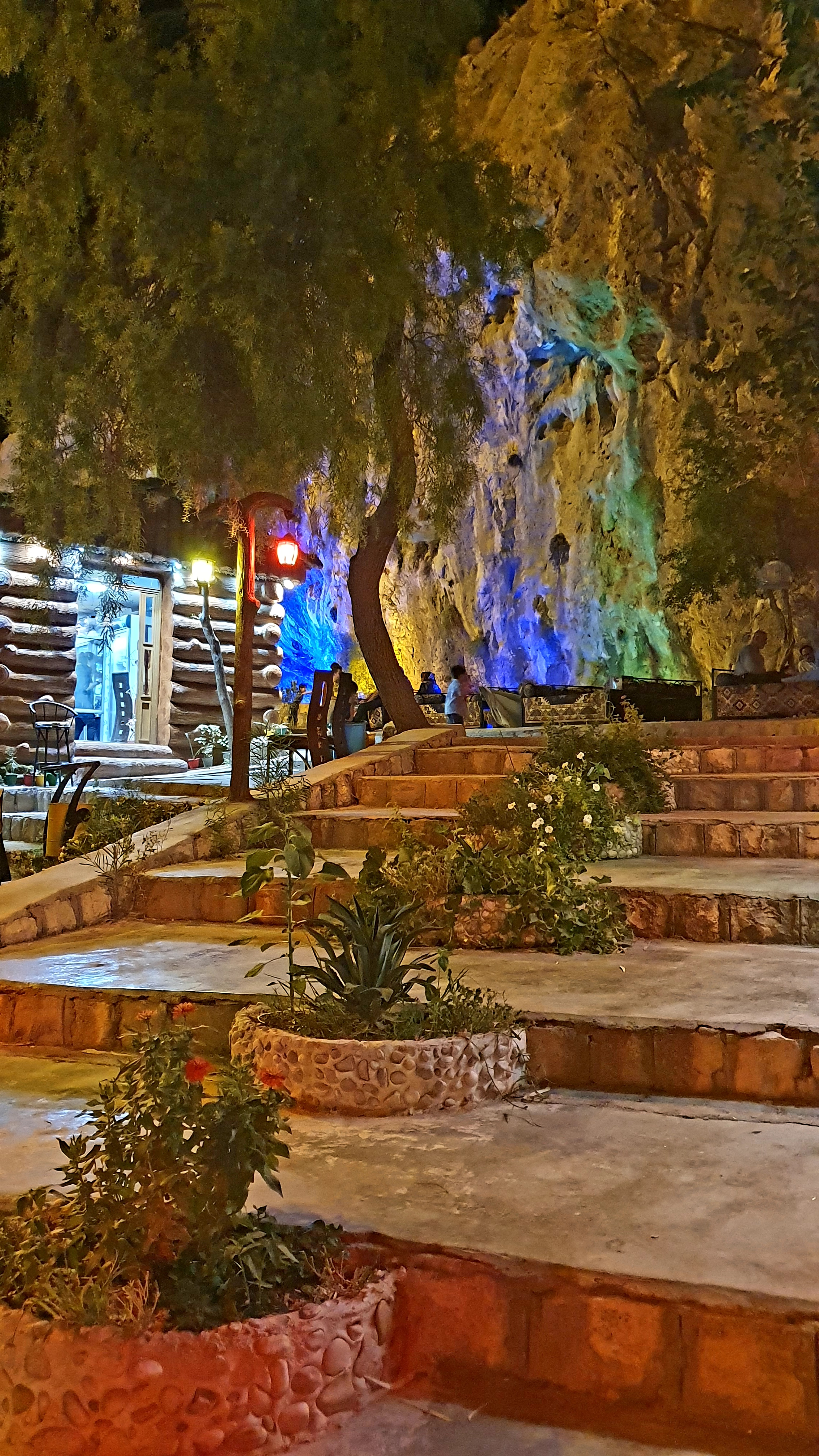
یک کافه رستوران در تنگ تیکاب
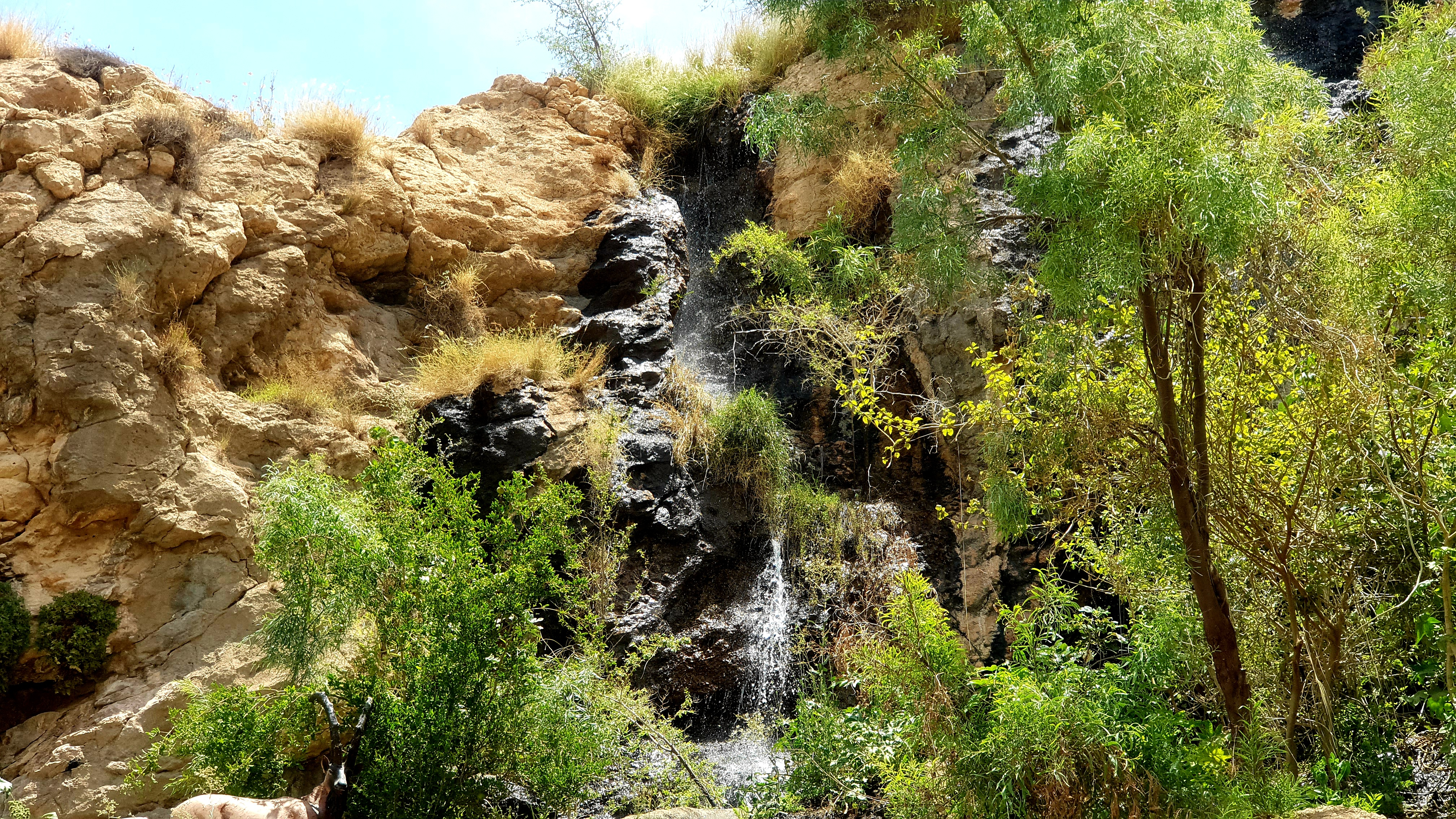
آبشارهای تنگ تیکاب
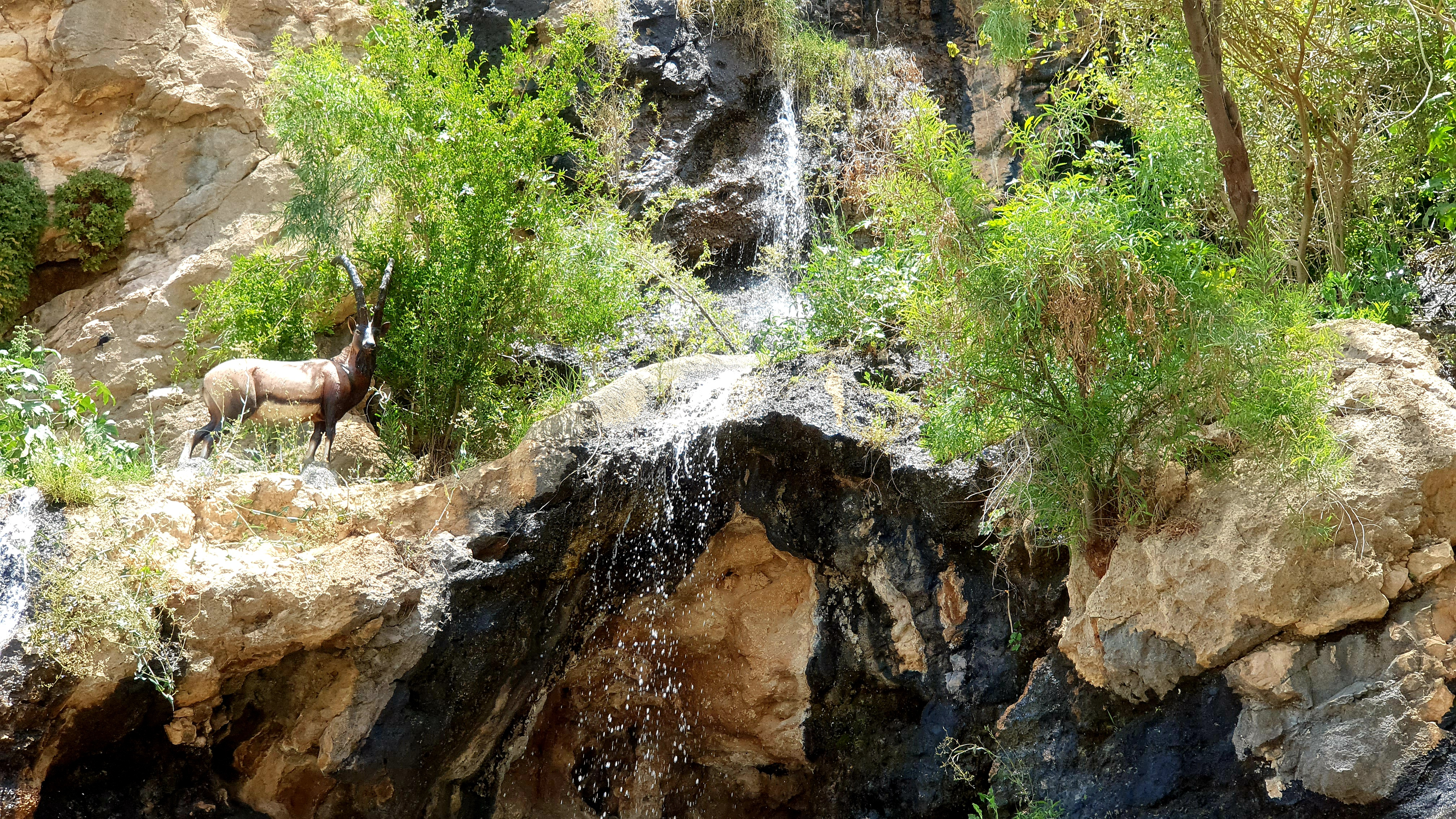
آبشارهای تنگ تیکاب
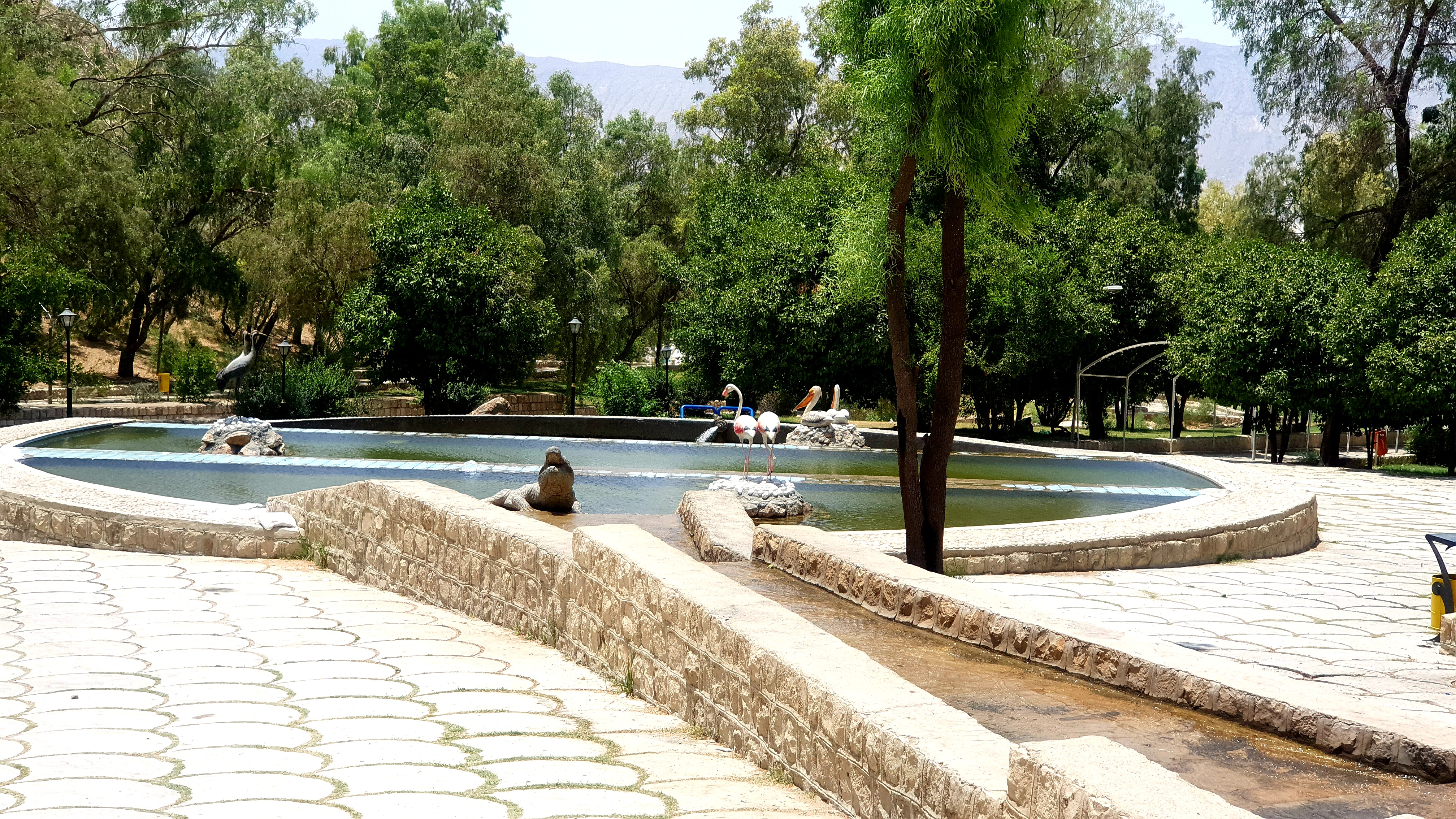
حوضچه تنگ تیکاب
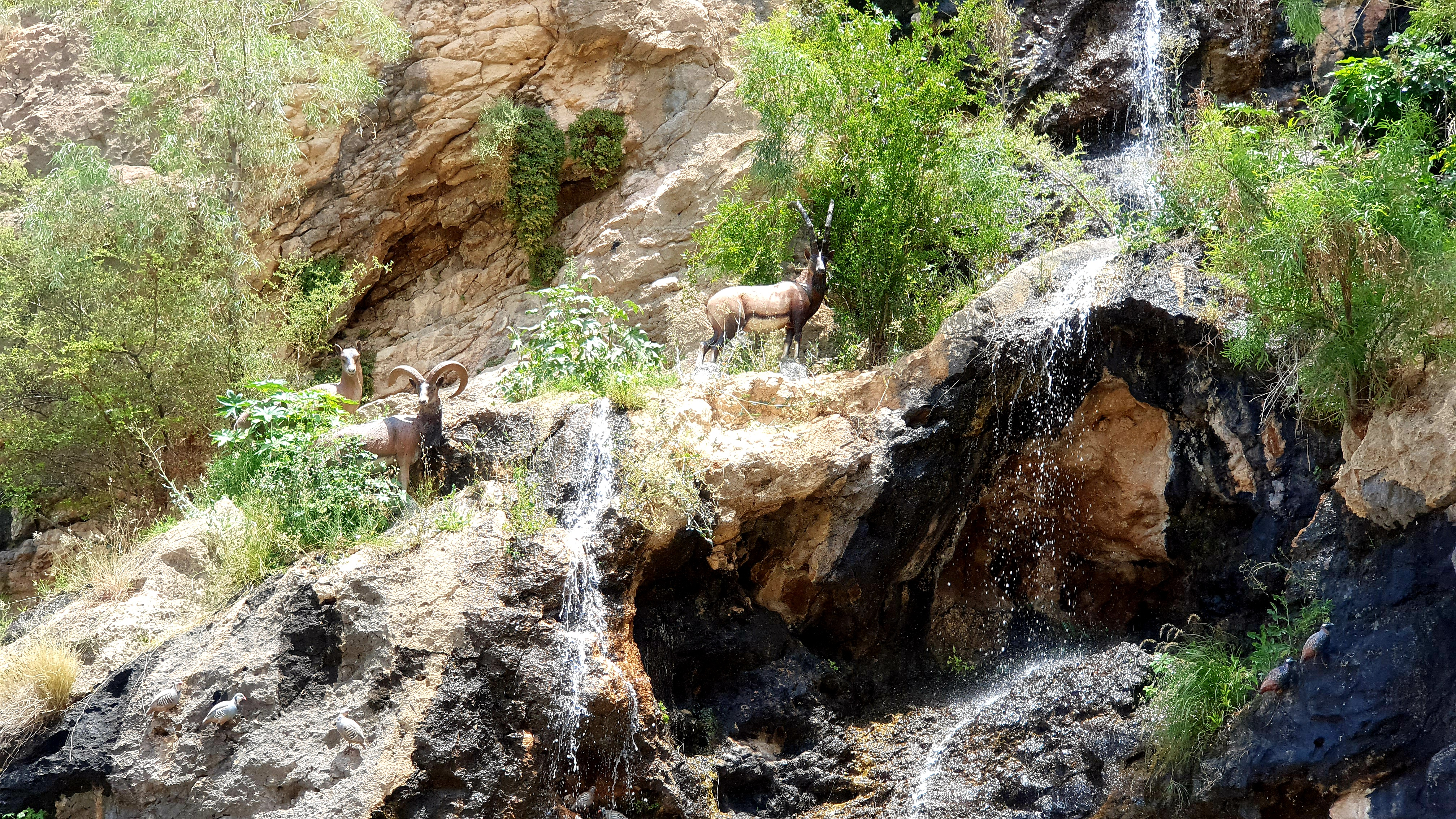
مجسمه حیوانات ذخیره‌گاه زیست‌کره ارژن و پریشان
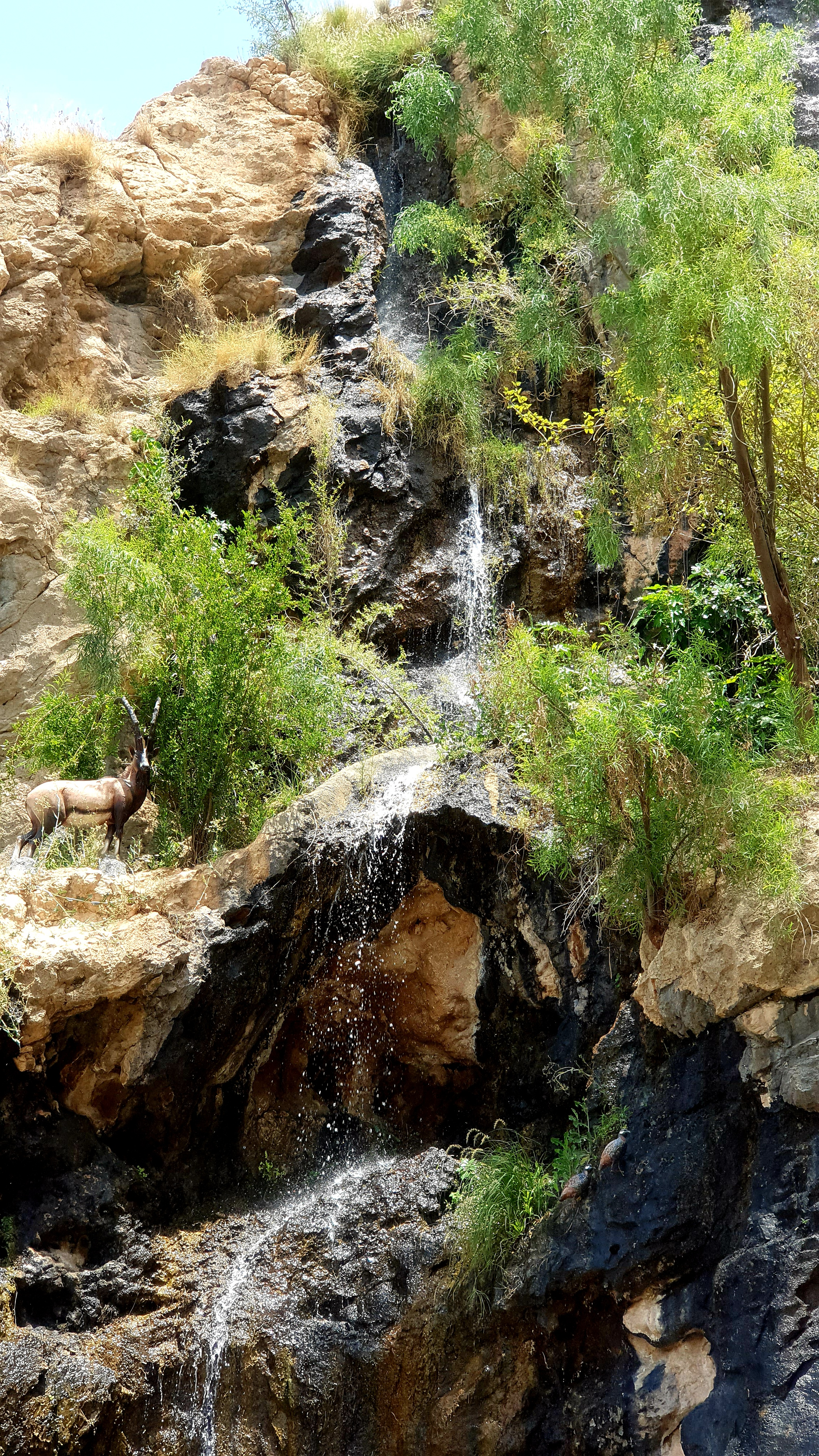
آبشارهای تنگ تیکاب
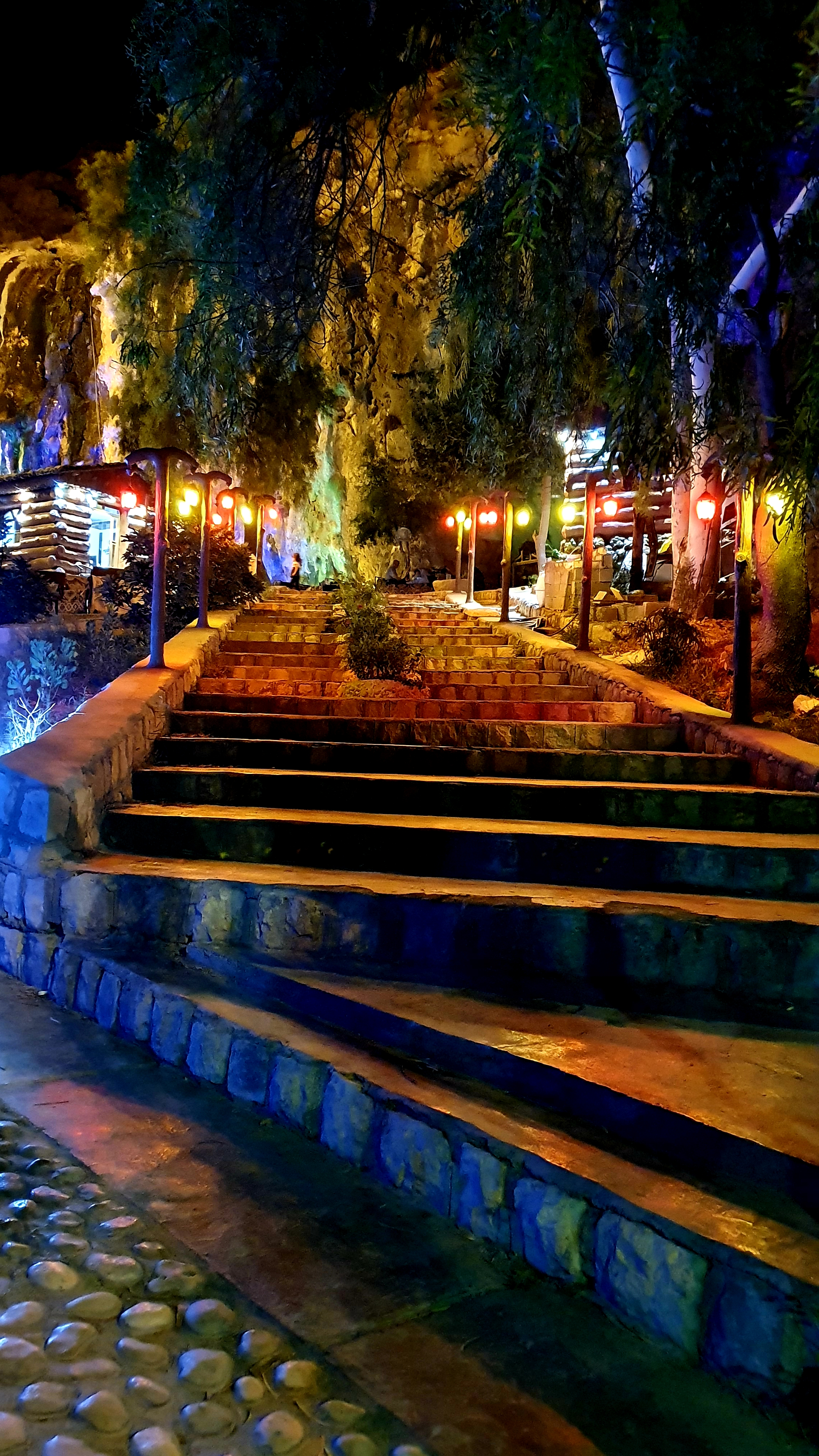
یک کافه رستوران در تنگ تیکاب